# Udon (film)
Pour plus de détails, voir Fiche technique et Distribution.
Udon est un film japonais réalisé par Katsuyuki Motohiro, sorti en 2006.

## Synopsis
Rêvant de gloire hollywoodienne, Kosuke Matsui quitte sa petite ville natale de la préfecture de Kagawa pour New York. Après un échec prévisible, il doit retourner au Japon et rejoindre son père, fabricant d'udon, des nouilles japonaises dont Kagawa s'est fait une spécialité. Alors que son père espère qu'il reprenne l'affaire familiale, le fils obtient un emploi dans un magazine d'information locale dans l'espoir de pouvoir continuer à écrire et vivre sa passion, le cinéma. Malheureusement pour lui, on lui confie l'écriture d'articles parlant de nouilles udon. Ses articles provoquent un engouement national pour le plat .

## Source de la traduction
- (ja) Cet article est partiellement ou en totalité issu de l’article de Wikipédia en japonais intitulé « UDON » (voir la liste des auteurs).